# Малешићи (Грачаница)
Малешићи су насељено мјесто у Босни и Херцеговини у општини Грачаница које административно припада Федерацији Босне и Херцеговине. Према попису становништва из 1991. у насељу је живјело 2.964 становника.

## Историја
У селу се некада налазио "чудотворни камен", који су поштовали и сељани православних Лендића и око којег је било и спорова.

## Становништво
| Националност       | 1991.          | 1981.          | 1971.          |
| Муслимани          | 2.866 (96,69%) | 2.571 (96,22%) | 1.960 (95,79%) |
| Срби               | 53 (1,78%)     | 71 (2,65%)     | 67 (3,27%)     |
| Хрвати             | 5 (0,16%)      | 6 (0,22%)      | 1 (0,04%)      |
| Југословени        | 24 (0,80%)     | 21 (0,78%)     | 6 (0,48%)      |
| остали и непознато | 16 (0,53%)     | 3 (0,11%)      | 12 (0,58%)     |
| Укупно             | 2.964          | 2.672          | 2.046          |